# Slap Shot
Slap Shot és una pel·lícula estatunidenca de George Roy Hill estrenada l'any 1977.
Se n'han rodat dues continuacions: 2: Breaking The Ice l'any 2002 i Slap Shot 3: The Junior League l'any 2008, estrenades totes dues directament en vídeo.

## Argument
La pel·lícula explica els desenganys d'un mediocre equip d'hoquei de les lligues menors, els Chiefs de Charlestown, i del seu envellit jugador entrenador, Reggie Dunlop (Paul Newman).
Sent la riota del públic, els Chiefs són un equip de tercer ordre que s'arrossega per la zona baixa de la classificació de la Lliga federal d'hoquei, lliga fictícia inspirada en la North American Hockey League. Paral·lelament, la principal fàbrica de Charlestown tancarà aviat, emportant-se amb ella el club. Dunlop, jugant-s'ho el tot pel tot, fa en principi creure en el trasllat de l'equip a Florida, amb la finalitat d'estimular els seus jugadors. Malgrat el desastre econòmic que representa aquesta clausura, els obrers hi asseguren un dèbil suport financer i els dirigents de l'equip contracten tres nous jugadors, els germans Hanson, que són autèntiques bèsties. La seva arribada incita Reggie a predicar un estil de joc violent i agressiu, a gust dels espectadors.
Després d'haver-se oposat a Ned Braden, un dels pocs jugadors professionals de l'equip, pel que fa a aquest estil de joc brutal, Reggie canvia de parer en el campionat. Aquest últim partit se l'endurà l'equip, i Reggie serà nomenat entrenador d'un equip de primera divisió.

## Repartiment
- Paul Newman: Reggie Dunlop
- Strother Martin: Joe McGrath
- Michael Ontkean: Ned Braden
- Jennifer Warren: Francine Dunlop
- Lindsay Crouse: Lily Braden
- Jerry Houser: Dave «Killer» Carlson
- Andrew Duncan: Jim Carr
- Jeff Carlson: Jeff Hanson
- Steve Carlson: Steve Hanson
- David Hanson: Jack Hanson
- Allan F. Nicholls: Johnny Upton
- Brad Sullivan: Morris Wanchuk
- Matthew Cowles: Charlie
- Kathryn Walker: Anita McCambridge
- Melinda Dillon: Suzanne Hanrahan
- el Sr. Emmet Walsh: Dickie Dunn
- Swoosie Kurtz: Shirley Upton
- Paul De Amato: Tim McCracken
- Guido Tenesi: Billy Charlebois
- John Gorfton: Nick Brophy
- Yvon Barette: Denis Lemieux
- Yvan Ponton: Jean-Guy Drouin
- Stephen Mendillo: Jim Ahern
- Christopher Murney: Hanrahan
- Blake Ball: Gilmore Tuttle
- Ned Dowd: Ogie Ogilthorpe
- Mark Bousquet: André Lussier, «el caniche» o «el poodle»
- Connie Madigan: Ross Madison, «el gos rabiós»
- Joe Nolan: Clarence Swamptown, «el bisó de les planes»
- Cliff Thompson: Walt Comisky
- Myron Odegaard: l'àrbitre del partit final
- Mickey McQuillan: el fill de Dicky Dunn
- Ross Smith: Barclay Donaldson

## Rebuda
La pel·lícula va rebre una rebuda moderada per part dels crítics, rebutjant d'una part la seva vulgaritat, els seus diàlegs grollers, però seduïts pel vigor i el seu humor corrosiu. Amb el temps, la pel·lícula va rebre el títol de pel·lícula de culte i obté reavaluacions elogioses. La revista Maxim ha nomenat Slap Shot «la millor pel·lícula de nois de tots els temps».
La popularitat de l'hoquei va ajudar-hi, i la pel·lícula ha esdevingut de culte al Quebec, pel seu doblatge en joual (argot) i igualment per la presència de dos quebequesos, Yvan Ponton i Yvon Barrette, en el repartiment. Nombroses rèpliques de la pel·lícula, considerades com a clàssiques, continuen sent citades per la gent en el medi de l'hoquei al Quebec. Entertainment Weekly l'ha classificada en el número 31 en la seva llista de les 50 millors pel·lícules de culte.

## Al voltant de la pel·lícula
- L'equip dels Chiefs de Charlestown és inspirat en els Jets de Johnstown, en el qual jugava el germà de la guionista Nancy Dowd. Va passar algunes setmanes d'observació, i diversos antics jugadors van participar en la pel·lícula com a actors. El personatge de Reggie Dunlop està probablement inspirat en John Brophy, i el d'Oggie Ogilthorpe ho és de manera versemblant en Goldie Goldthorpe.

- Un club d'hoquei de Laval ha agafat el nom dels Chiefs i el logotip de l'equip. Una pel·lícula que explica la història de cinc dels seus membres.[7]

- Aquesta no és la primera vegada que Paul Newman encarna un esportista a la pantalla; ha fet igualment de boxejador o de pilot automobilístic. Es va preparar durant set setmanes per a aquest paper de jugador d'hoquei, i sembla molt creïble com a professional.[8]